# Donga
Donga ist ein Département Benins mit der Hauptstadt Djougou. Die Stadt wurde allerdings noch nicht offiziell zur Hauptstadt ernannt, nimmt aber sämtliche Hauptstadtfunktionen wahr.

## Geographie
Das Departement liegt im Westen des Landes und grenzt im Norden an das Departement Atakora, im Süden an das Departement Collines, im Westen an Togo und im Osten an das Departement Borgou.

### Gliederung
Donga ist in folgende Kommunen gegliedert:

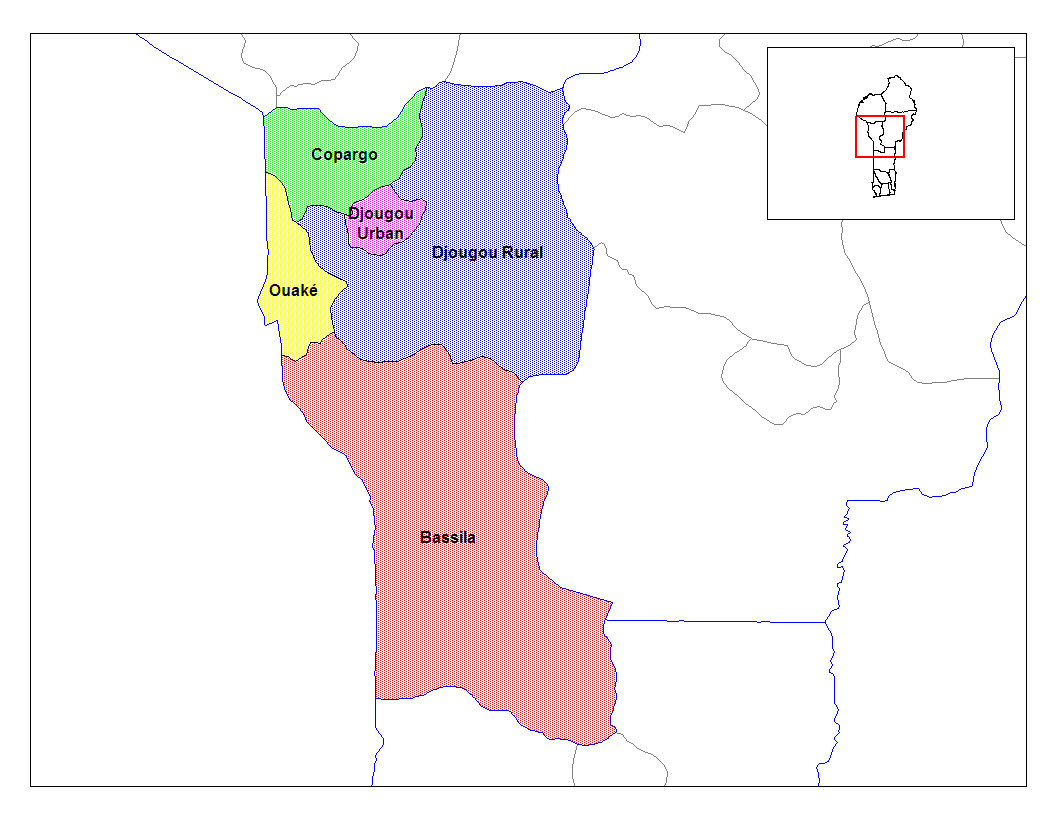
Kommunen von Donga

- Bassila
- Copargo
- Djougou
- Ouaké

## Bevölkerung
Bei der letzten Volkszählung 2013 zählte das Departement 543.130 Einwohner.

### Bevölkerungsentwicklung
| Jahr        | Einwohnerzahl |
| ----------- | ------------- |
| Zensus 1979 | 184.975       |
| Zensus 1992 | 248.695       |
| Zensus 2002 | 350.062       |
| Zensus 2013 | 543.130       |

### Volksgruppen
Die größten Völker sind die Yoa mit 28,5 %, die Lokpa mit 18,5 %, die Fulbe mit 11,5 % und die Dendi mit 5,7 % Bevölkerungsanteil.

### Religionen
Die große Mehrheit der Bewohner sind Anhänger des Islams (72,9 %). Daneben gehören 14,9 % der Bevölkerung dem Christentum an (davon rund 75 % Katholiken). Traditionelle Religionen haben nur noch eine geringe Anhängerschaft.

## Geschichte
Donga entstand 1999 durch die Trennung von dem Departement Atakora.
Koordinaten: 9° 42′ N, 1° 42′ O